# پامفیلوس اسکندرانی
پامفیلوس اسکندرانی (به یونانی: Πάμφιλος ὁ Ἀλεξανδρεύς) لغت‌نویس یونانی بود که در سال ۵۰ میلادی برآمد. او اثری در ۹۵ کتاب دربارهٴ واژه‌های نادر و دشوار تألیف کرد.
او پیرو مکتب آریستارخوس ساموتراکی بود.